# Parentificatie
Parentificatie is een begrip uit de psychologie, en houdt kortweg in dat een kind veel te vroeg de rol van volwassene heeft aanvaard en op zich heeft genomen op emotioneel en sociaal gebied. Het kind krijgt reeds op jonge leeftijd de rol van adviseur, trooster of bemiddelaar, terwijl het daar te jong voor is. Parentificatie is destructief. Als het kind een rol krijgt die bij zijn of haar leeftijd past en daar erkenning voor krijgt, is de situatie niet destructief. Destructief wordt het echter des te meer wanneer het kind niet kan voldoen aan de verwachtingen van een van de ouders.

## Voorbeelden
1. De ouders gaan scheiden, en het kind wordt betrokken bij de scheidingsproblematiek. Het kind moet een van de ouders adviseren over bijvoorbeeld de financiën.[3]
2. Een ouder met depressieve klachten die het kind om hulp vraagt of als klaagmuur gebruikt. Een jong kind heeft niet de kennis om zijn of haar ouder te helpen bij haar depressie.[1]